# Nikolaï Fiodorov
Pour les articles homonymes, voir Fiodorov.
Nikolaï Fiodorovitch Fiodorov (en russe : Николай Фёдорович Фёдоров, ISO 9 : Nikolaj Fëdorovič Fёdorov), né le 26 mai 1829 (7 juin dans le calendrier grégorien) à Klioutchi (Gouvernement de Tambov, Empire russe) et mort le 15 décembre 1903 (28 décembre dans le calendrier grégorien) à Moscou, est un philosophe russe orthodoxe, précurseur du mouvement cosmiste russe, ayant exercé comme géographe et bibliothécaire. Il croyait en la possibilité du prolongement de la vie, en celle de l'immortalité physique et de la résurrection des morts par des moyens scientifiques.

## Biographie
Nikolaï Fiodorov est le fils illégitime de Pavel Ivanovich Gagarine, un prince (knèze) de la dynastie riourikide et d'Elisaveta Ivanova, qui appartenait à la petite noblesse. Son véritable nom patronymique est donc Gagarine (ce qui est parfois vu comme un clin d'œil de l'histoire), Fiodorov étant le nom de son parrain.
C'est au lycée Richelieu d'Odessa qu'il fait ses études. À partir de 1854, il enseigne l'histoire et la géographie dans des établissements scolaires de différents villages ou petites villes de Russie. En novembre 1874, il intègre la bibliothèque du musée Roumiantsev de Moscou dont il devient responsable. Il bénéficie durant cette période d'une grande audience au sein de l'intelligentsia scientifique, philosophique, artistique et littéraire de Moscou, et est admiré de Soloviev, Dostoïevski et Tolstoï.
Fiodorov était opposé à l'idée de propriété intellectuelle et n'a jamais publié à son nom de son vivant, laissant sa pensée se diffuser de façon fragmentaire, principalement au travers de manuscrits, ou oralement. Bien qu'il ait été en relation avec Tolstoï, Soloviev, Dostoïevski et Tsiolkovski (son héritier sur le plan philosophique), son nom et ses idées sont restés inconnus d'une large frange de l'intelligentsia, et il est demeuré jusqu'à la fin de sa vie dans une solitude spirituelle quasi compète. Ce n'est qu'à partir de l'année 1901 que sa pensée a commencé à faire l'objet de discussions approfondies en Russie.
Ayant volontairement renoncé à toute carrière universitaire ou journalistique, ainsi qu'à toute augmentation de salaire, Fiodorov a toujours vécu pauvrement et d'une façon ascétique. À la fin de sa vie, sa pension étant trop faible pour lui assurer sa subsistance, on lui trouva un emploi aux Archives du ministère des Affaires étrangères de Moscou. Il meurt en décembre 1903, pendant les dures gelées de l'hiver moscovite, dans un hôpital pour indigents, probablement d'une pneumonie.

## Philosophie
La philosophie de Fiodorov occupe une place à part dans l’histoire de la philosophie russe. Bien qu’elle s’inscrive dans une certaine tradition philosophique et religieuse associée au christianisme orthodoxe, elle ne développe pas tant une conception du monde qu’un programme d’action à l’échelle cosmique, en vue d’une véritable délivrance de l’humanité. L’homme, selon Fiodorov, doit pouvoir vaincre les forces de la nature et dépasser sa qualité de mortel, à laquelle il a été réduit par le péché et la discorde.

### L’«œuvre commune»
Toute la philosophie de Fiodorov s’appuie sur la notion de l’« œuvre commune », ou du « grand œuvre », qui n’est rien moins que la lutte collective des hommes contre la mort, le plus grand des maux selon lui. La réussite d’une telle entreprise passe nécessairement par la domination de la nature. Après avoir appris à gouverner la nature, l’humanité pourra alors dominer la mort. C’est par la connaissance et l’action que l’homme peut transformer les forces encore aveugles de la nature, qui lui sont le plus souvent hostiles, en pouvoirs au service de l’œuvre commune. Celle-ci ne peut se limiter à la simple prolongation de longévité des personnes vivantes : elle doit avoir pour ambition ultime l’immortalité et la résurrection de tous les géniteurs de l’humanité par le développement technologique. Les vivants ont en effet une dette à l’égard de leurs ancêtres et les générations successives doivent être solidaires des précédentes.
À travers l’impératif de l’œuvre commune, Fiodorov prône une solidarité humaine véritablement universelle, à l’opposé de l’individualisme existant dans les sociétés modernes. Il qualifie de « zoomorphe » l’ordre social naturel qui résulte de l’individualisme, car il est assujetti à l’ordre conflictuel de la nature, fondé sur l’égoïsme. C’est par suite de cet individualisme que les forces des hommes, étant fractionnées, deviennent impuissantes à résoudre le problème de la mort. L’anti-individualisme de Fiodorov repose sur cette conviction anthropologique et eschatologique, et non sur une théorie sociale. Il rattache d’ailleurs sa conception de l’œuvre commune non pas à une quelconque forme de socialisme utopique, mais à la religion chrétienne et, plus spécifiquement, à l’orthodoxie chrétienne. D’après lui, le christianisme orthodoxe accorde une importance toute particulière aux idées de résurrection (la fête de Pâques) et de vie éternelle.
Le programme technologique de l’œuvre commune consiste en une série de projets toujours plus ambitieux au fur et à mesure de l’avancée technique. Fiodorov parle de diriger les processus météorologiques en vue d’assurer de bonnes récoltes, d’utiliser l’énergie solaire au lieu de l’énergie du carbone, de capter l’énergie électromagnétique du globe terrestre, ce qui rendrait possible le contrôle des mouvements de la Terre dans l’espace pour en faire une sorte de grand vaisseau voyageant à travers l’univers. Il entrevoit également la possibilité de coloniser d’autres planètes et corps célestes. Mais le but suprême vers lequel doit être dirigée la technologie humaine est la résurrection de nos ancêtres par le rassemblement de tous leurs atomes : « assemblez une machine – déclare Fiodorov en ce sens – et la conscience lui reviendra. »
Le projet de résurrection universelle de l’humanité s’inscrit dans une perspective à très long terme (plusieurs milliers d’années au moins) et s’appuie lui-même sur un projet technoscientifique extrêmement ambitieux consistant à restaurer la vie dans son unité originelle (apocatastase) , ce qui doit revenir à rétablir, par l’action collective, l’unité individuelle des corps humains en état de dispersion. Pour Fiodorov, la décomposition du corps et la dispersion complète de ses parcelles ne peuvent présenter d’obstacle insurmontable à sa reconstitution, car les parcelles du corps ne peuvent sortir des limites de l’espace. Même d’un point de vue strictement matérialiste, il est selon Fiodorov impossible de prouver que la tâche de résurrection des ancêtres soit impossible, et l’on ne peut par conséquent la décliner.

### La doctrine «projectiviste»
Fiodorov défend une conception philosophique qu'il qualifie lui-même de « projectivisme » et qui s’appuie sur la notion de projet. Il condamne la pensée théorique pure telle qu'elle peut se présenter dans les traités de philosophie ou de théologie et proclame la nécessité de se mettre à la pratique, en agissant utilement. L'évaluation de l'utilité de l'action dépend de son niveau de contribution à la réalisation ultime de l'humanité que constitue sa victoire sur la mort.

#### Connaissance et action
La pensée de Fiodorov se présente comme une alternative à l'opposition traditionnelle entre idéalisme et matérialisme, ou encore entre « subjectivisme » et « objectivisme ». Elle part du principe que « l'idée n'est pas subjective, et n'est pas non plus objective, elle est projective ». Alors que le philosophe (idéaliste) et le savant (matérialiste) sont tous deux absorbés par l'étude de l'être, qu'ils isolent du devoir être dans la notion de « représentation », Fiodorov établit leur identité dans la notion de « projection » (projet de réalisation). Il établit également l'identité de la pensée et de l'être dans le devoir-être. En effet, lorsque « la pensée et l'être ne sont pas identiques » dans la réalité, c'est que « la pensée n'est pas réalisée, mais qu'elle doit être réalisée ». C'est donc qu'il faut y travailler en commun et ne pas se contenter de la pensée contemplative.
Fiodorov est ainsi convaincu que si nous possédons une connaissance, nous devons pouvoir réaliser en action le contenu de cette connaissance, qui est un « projet », autrement dit, une réalité en attente, un être à venir. C'est pourquoi il est persuadé qu'à la suite du développement des savoirs concernant les planètes, les étoiles et l'univers tout entier, l'homme devra « non seulement visiter mais peupler tous les mondes de l'univers ». Par ailleurs, la connaissance par l’homme de la nature doit le conduire à en dompter les forces, et à faire de lui le maître de la nature. Mais les forces naturelles ainsi domptées doivent être dirigées vers le but moral suprême que constitue l’immortalité et la résurrection de tous nos ancêtres.
Le projectivisme de Fiodorov ne semble pas avoir d'implications sur l'organisation pratique de la société, à part d'exclure les modes d'organisation sociale incompatibles avec l' « œuvre commune », qu'il envisage comme la tâche essentielle de l'humanité. C’est principalement pour cette raison d’incompatibilité que le capitalisme, mais aussi le socialisme et le nationalisme (y compris slavophile), y sont critiqués, même si Fiodorov prête un rôle important à l’État russe dans la réalisation de l’œuvre commune.

#### Justification théologique

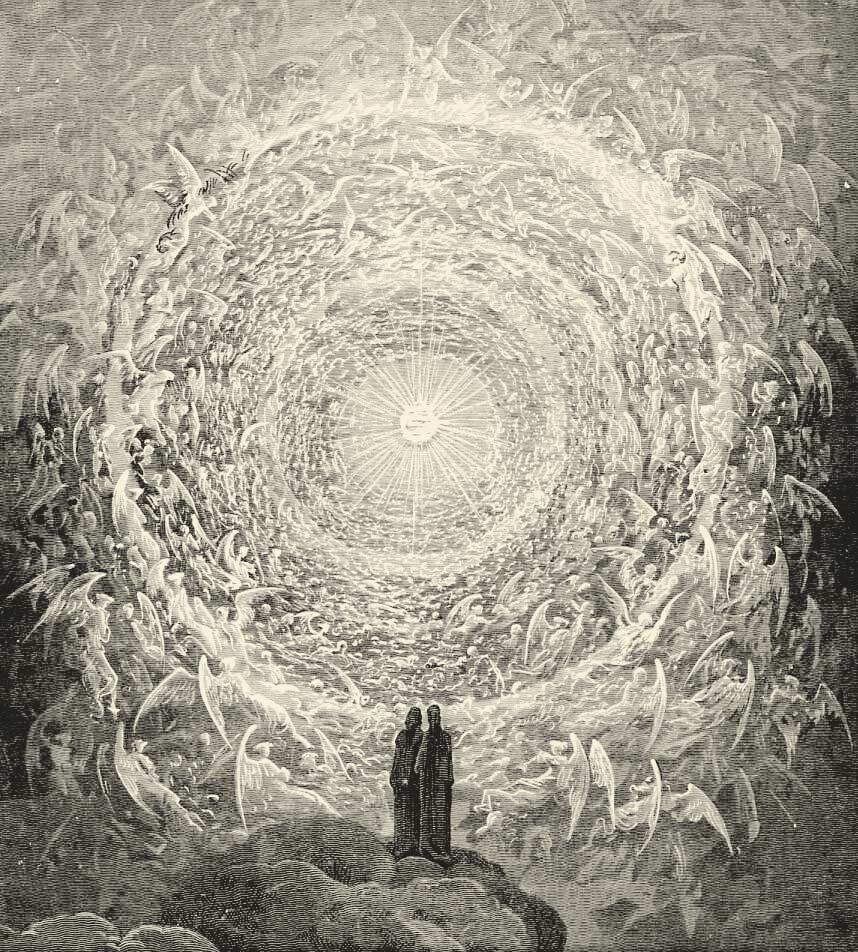
Dante et Béatrice au paradis, de Gustave Doré, où le paradis apparaît comme l'émanation d'une lumière divine par laquelle tous les corps sont transfigurés.

Fiodorov voit dans le péché originel le mauvais fruit de « l'arbre de la connaissance » – celui du savoir purement théorique ou spéculatif – mais il y voit aussi la cause principale de la division du monde. Celle-ci opère aux différents niveaux de l’existence (théologique, cosmologique et social) avec :
1. la séparation entre Dieu et l’homme, source de perdition pour ce dernier
2. la séparation entre la nature et l’homme, cause de l’action agressive de la nature sur l’homme
3. la division entre tous les hommes, à l’origine des innombrables conflits au sein de l’humanité, mais aussi la raison de l’impuissance de l’homme à dominer la nature

Avant sa Chute, l'homme avait été créé immortel, mais son péché originel l'a séparé de Dieu et abaissé à sa condition actuelle d'être mortel et limité. Ce péché a été racheté par le Christ, dont toute la vie est action et qui est mort sur « l'arbre de la croix » (associé chez Fiodorov à l’arbre de la connaissance théorique), mais les conséquences de ce péché ne seront véritablement annulées que si l'humanité travaille ensemble à l’œuvre commune. Fiodorov considère l'Évangile dans cette perspective comme un véritable programme d'action, prescrivant à toute l'humanité de se réunir en vue de renverser le cours de la nature elle-même, et réussir le prodige de vaincre la mort, qui continue d'être la régulation fondamentale de la nature. Dieu a introduit à cette fin au sein même du monde physique une force transcendante que l'humanité seule peut mobiliser. La promesse évangélique de la résurrection devient ainsi une possibilité physique effective, à condition toutefois que l'humanité s'unisse dans cette tâche.
La venue du Christ est interprétée en ce sens d'une façon originale par Fiodorov. Elle est pour lui l'incarnation de Dieu lui-même dans la forme humaine. D’après la doctrine chrétienne, Dieu peut, en vertu de sa perfection, changer toutes les lois naturelles, comme le prouvent ses miracles et plus encore sa propre mort et résurrection. Mais selon Fiodorov, l’action miraculeuse n'est pas toujours directe, et c'est alors par l'entremise de l'homme qu'elle se réalise. Dieu a en effet mis à disposition des hommes l'énergie fabuleuse de sa toute-puissance, présente dans la nature. Mais il a fallu la venue du Christ pour que les hommes puissent le comprendre et s'unir tous ensemble en vue de surmonter la fatalité apparente de la mort. En rachetant leur péché, le Christ a également suspendu l'effet du fatum divin – celui de l'Apocalypse, entendue comme la mort définitive ou la damnation éternelle des pécheurs après le Jugement dernier. Il reste toutefois difficile de savoir si, chez Fiodorov, ce rachat consiste dans la révélation même de la possibilité de l’œuvre commune, ou dans un acte de transfiguration de la nature humaine.

#### Anti-fatalisme
Fiodorov critique vivement la résignation et la passivité des hommes devant le mal ou la mort. Il considère tout amor fati (acceptation heureuse du sort) comme « le comble de l'immoralité » et il lui oppose l' odium fati, « haine ardente et totale du sort ». Pour lui, de même que « la loi naturelle de la lutte ne peut prétendre à l'existence éternelle », l'attitude de l'homme devant l'état de nature et la mort ne doit pas être celle d'une résignation servile, mais celle d'une détermination continue à défendre ou rétablir la vie. Cette action au long cours au service de la vie implique de croire en la puissance illimitée de la connaissance scientifique, en son pouvoir de transfiguration du monde jusqu'à en exclure la mort. En ce sens, Fiodorov partage la foi du siècle des Lumières dans la connaissance et sa capacité à transformer le monde, mais cette conviction prend chez lui une forme extrême et utopique.
C'est cette foi dans le pouvoir illimité de l'esprit humain qui conduit Fiodorov à proposer une interprétation inédite du thème de l'Apocalypse, résumée ainsi par Nicolas Berdiaev :
« L'Apocalypse doit s'entendre comme fatum divin, et la liberté humaine n'y joue aucun rôle. Cette compréhension de l'Apocalypse est singulièrement renouvelée chez Fedorov. Pour lui, la venue de l'Antéchrist, la fin du monde, le Jugement dernier, ne doivent être entendus que comme des menaces. Il n'y a là rien de fatal. Si les êtres s'unissent pour la ‘‘cause commune’’ de la résurrection, de la réalisation de la vérité chrétienne de l'existence, si, rassemblés fraternellement, ils combattent contre les courants troubles, irrationnels, morbides, des forces naturelles, alors il n'y aura ni Antéchrist, ni fin du monde, ni Jugement dernier et l'humanité parviendra immédiatement à la vie éternelle. ».
Par cette possibilité donnée à l’humanité d’une vie éternelle, l’Apocalypse cesse d’être une fatalité pour devenir une simple menace, parfaitement compatible avec la doctrine projectiviste et son anti-fatalisme. D'après Alexandre Papadopoulo, l’anti-fatalisme eschatologique de Fiodorov doit néanmoins être nuancé : si l'humanité peut désormais échapper à l'Apocalypse et réaliser sa propre résurrection, ce n'est pas grâce à la force des hommes seuls, mais grâce au rachat par le Christ de leur péché originel qui les avait rendus jusque-là mortels et impuissants. Le Christ a en effet racheté l’homme en lui accordant « la possibilité et la capacité de devenir l'arme du plan divin »

## Science de la résurrection

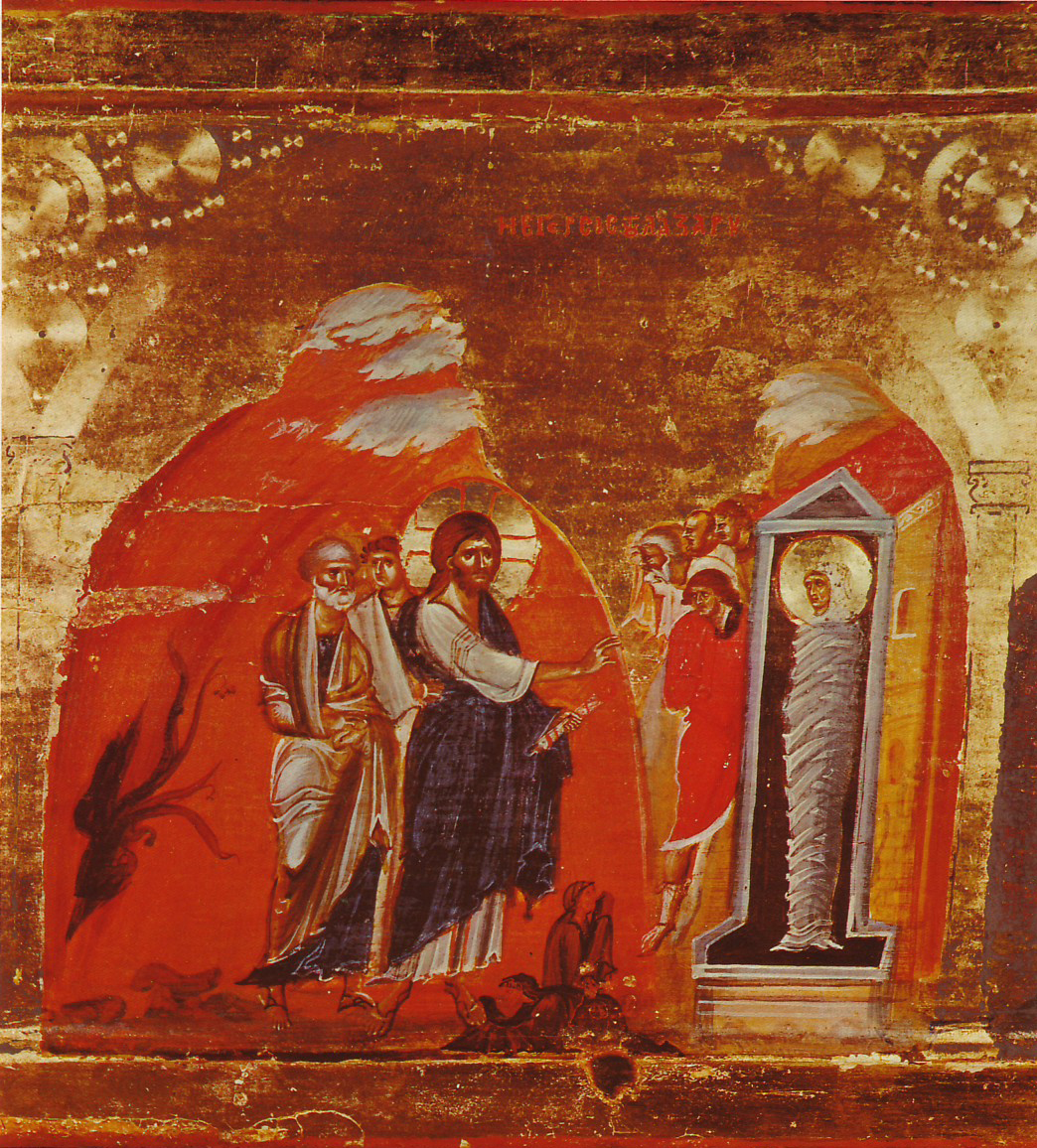
Résurrection de Lazare, d'après une peinture murale de style orthodoxe datée du début du XIIIe siècle. Le thème de la résurrection, très présent dans le christianisme orthodoxe, devient fondamental chez Fiodorov.

La résurrection désigne chez Fiodorov le processus par lequel les générations futures ressusciteront physiquement leurs ancêtres morts. D'après lui, il existe une possibilité de ressusciter toute personne ayant existé, y compris les ancêtres morts depuis très longtemps, dont les particules se sont disséminées à travers l'espace. Mais ce processus ne peut être mené à bien que s'il devient une « cause commune » pour l'humanité tout entière, qui devra alors avoir surmonté la discorde et les conflits qui affectent l'humanité actuelle. L'entreprise de résurrection est pour Fiodorov un processus d'enrichissement constant qui, par l'approfondissement continu des connaissances humaines, conduit à faire de la pensée ou de la conscience une qualité essentielle de l'homme.
Fiodorov n'imagine pas que la résurrection de toutes les générations antérieures puisse être accomplie par une seule génération en une seule fois. Elle ne peut qu'être le résultat final d'un long processus (d’au moins plusieurs milliers d'années) au cours duquel les connaissances humaines ne cesseront de s'approfondir, permettant à chaque génération ressuscitée de redonner vie à la précédente :
« Même si le premier à être ressuscité le sera vraisemblablement presque immédiatement après sa mort, ayant à peine eu le temps de mourir, et qu'après lui ce soit le tour de ceux qui auront été les moins atteints par la décomposition, pourtant, chaque nouvelle expérience, dans cette œuvre, facilitera les suivantes. À chaque résurrection nouvelle, les connaissances ne feront que grandir [...] »
Fiodorov distingue trois étapes dans ce processus :
1. celle qui consiste à ressusciter les personnes décédées récemment
2. la période de la première génération d’humains (ou de post-humains) devenus immortels et travaillant à la résurrection des ancêtres les plus proches
3. l’époque où toutes les générations sont progressivement ressuscitées par leurs descendants, ayant eux-mêmes acquis le savoir et l'expérience de leurs propres descendants[10].

Ce « grand œuvre » constitue une entreprise technologique de très grande ampleur, réalisée au niveau physique et gouvernée par la raison. Fiodorov rejette l'attente mystique d'une résurrection qui serait le résultat de forces mystérieuses, qui « s'effectuerait non grâce au savoir naturel et à la maîtrise acquise sur la force aveugle, non par le moyen de l'expérience et du savoir qu'elle confère, mais par des voies mystérieuses, obscures, que l'on peut se représenter comme de la sorcellerie, par exemple comme la matérialisation chez les spirites ». Il n’envisage pas non plus ce processus comme une façon de s'affranchir spirituellement de la matière, mais comme le moyen d'améliorer et sublimer le monde matériel, en lui insufflant la vie et en l’affranchissant du temps. Néanmoins, l'homme devient dans ce processus un être d'un genre particulier ; sans perdre son caractère physique, il acquiert des propriétés nouvelles extraordinaires, une capacité, par exemple, de se transporter librement dans l'espace à la manière de la lumière ou de l'éther.
Chez Fiodorov, la résurrection est rendue possible sur le plan physique par le fait que chaque particule de la matière porte en elle la trace de son ancien état, lorsqu'elle entrait dans la composition d'un organisme humain. La mission des descendants consiste alors à retrouver ces particules, à mettre en évidence toutes les traces qu'elles conservent intégralement, et à reconstituer grâce à elles le corps des géniteurs décédés. L’homme ainsi reconstitué devient un organisme d’un genre particulier : en lui se concentre toute la pensée, tous les savoirs et toutes les capacités de l’homme :
« Ses organes, ce seront ses moyens aéronautiques et spationautiques, grâce auxquels il se déplacera et se procurera dans l’atmosphère les matériaux nécessaires à la construction de son organisme. L’homme portera alors en lui-même toute l’histoire des découvertes, toute la marche de ce progrès ; il intégrera et la physique et la chimie, en un mot toute la cosmologie, non sous la forme d’une image appartenant à l’ordre de la pensée, mais sous la forme d’un appareil cosmique lui donnant la possibilité d’être un véritable ‘‘cosmopolite’’, c’est-à-dire d’être, de façon cohérente et logique, partout […]. »
L’idée de résurrection physique chez Fiodorov conjugue ainsi de manière originale une attitude très technophile, d’apparence rationaliste, confiante dans la puissance illimitée de la connaissance scientifique, avec la conviction religieuse que le sacrifice de Jésus Christ fait de la résurrection la mission véritable de toute l’humanité.

## Influence et postérité
Nikolaï Fiodorov publia très peu de son vivant et toujours de façon anonyme, mais il a beaucoup écrit. Ses proches firent paraître une sélection de ses écrits en deux volumes qui fut publiée à titre posthume sous l'intitulé Philosophie de l'oeuvre commune (ou Philosophie de la cause commune, ou de la tâche commune, en russe : Философия общего дела), ouvrage parfois connu en français sous le titre de Philosophie de la résurrection physique. La première édition en russe date de 1906.
Fiodorov connaît au XXe siècle une célébrité posthume, car c'est le seul des penseurs chrétiens dont les œuvres et l'étude aient été autorisées durant la période soviétique. Ses idées influencent aussi bien des poètes et des artistes, comme les eurasiens et les futuristes, que les premiers planificateurs de l’économie soviétique. Le philosophe russe Nicolas Berdiaev, alors exilé à Paris, remarque cette situation et déclare en 1937 dans Les sources et le Sens du communisme russe :
« Après la révolution, Fedorov [Fiodorov] est le seul des penseurs religieux qui soit resté populaire ; il existe en Russie soviétique une tendance fédorovienne, et l'on ne doit pas s'en étonner. Fedorov est compté comme un orthodoxe chrétien mais il possède un grand nombre de traits qui le rapprochent des communistes [dont] son activisme outrancier, sa croyance dans la toute-puissance de la technique, sa propagande en faveur de l'intérêt général collectif, son horreur du capitalisme... D'eux il se rapproche encore par son projectivisme, sa conception totale de la vie, enfin par sa négation de toute pensée théorique, de toute spéculation détachée de l'activité pratique, par sa définition du travail comme fondement de la vie. »
Berdiaev estime même que « Fedorov a été une manière de communiste transporté sur le terrain religieux et qui gardait en lui un élément insurmontable de slavophilie […] Ses disciples actuels ont estompé le point de vue chrétien de sa doctrine et en ont renforcé le côté technique, très proche de celui des communistes. »
Dans un ouvrage publié en 1932 et intitulé De l'idéal final, l’économiste et philosophe soviétique Nikolaï Setnitski, disciple et continuateur de Fiodorov, déclare que l’union de la connaissance et de l’action est réalisée en Russie soviétique, conformément au souhait de son maître. Il relève également dans un grand nombre de projets techniques du gouvernement soviétique « une influence indubitable des idées de Fedorov, bien que la plupart du temps son nom, si vivement teinté d’associations religieuses, ne soit pas mentionné et que le lien entre les réalisations de ses projets et les idées du penseur ne soit pas reconnu ». Les exemples les plus frappants en seraient « la réception favorable réservée dans la vie soviétique aux suggestions de Fedorov concernant la lutte contre la sécheresse » (notamment le bombardement des nuages pour déclencher la pluie) et « les récents projets d’utilisation des voies fluviales de l’U.R.S.S. » (constructions des canaux de la « Grande Volga », irrigation du Turkestan, etc.).
Aujourd'hui, Fiodorov est considéré comme le précurseur d'un mouvement philosophique ou para-philosophique propre à la Russie : le cosmisme. C'est avec son projet de l' « œuvre commune » que sont en effet théorisés pour la première fois les principes du cosmisme russe, qui prendra une tournure plus scientifique dès le début du XXe siècle, avec des savants tels que Constantin Tsiolkovski, le père de l'astronautique, ou Vladimir Vernadski, qui forge la notion de biosphère. De nouveaux projets de recherche s'inspirant des idées de Fiodorov, qualifiés parfois de « pseudo-sciences » ou de « spéculations ésotériques », se développent désormais en Russie. Les mouvements « néo-eurasiens » et « hyperboréens », réapparus après la chute du régime soviétique, reprennent également certains thèmes de la philosophie de Fiodorov, et le courant « immortaliste » des transhumanistes russes s'y réfère explicitement.

## Œuvres
Nikolaï Fiodorov publia très peu de son vivant et toujours de façon anonyme, mais il a beaucoup écrit. Ses proches firent paraître une sélection de ses écrits en deux volumes qui fut publiée à titre posthume sous l'intitulé Philosophie de l'œuvre commune (ou Philosophie de la cause commune, en russe : Философия общего дела), ouvrage parfois connu en français sous le titre de Philosophie de la résurrection physique, dont la première édition date de 1906.

### Œuvres disponibles en français
- Philosophie de l'œuvre commune, traduit du russe sous la direction de Françoise Lesourd par Gérard Conio, Régis Gayraud, Luba Jurgenson et Françoise Lesourd ; postface de Svetlana Semionova, Genève, Éditions des Syrtes, 2021, 788 p. (ISBN 978-2-940701-02-5).
- Correspondance : 1873-1903, traduit du russe par Anne Coldefy-Faucard, Genève, Editions des Syrtes, 2021, 504 p. (ISBN 978-2-940701-03-2).